# 水島臨海鉄道
水島臨海鉄道株式会社（みずしまりんかいてつどう）は、岡山県倉敷市で鉄道路線を運営している鉄道事業者。略称はMR、通称および愛称「水臨」「水鉄」「臨鉄」「臨海」「水島臨海」「水島臨鉄」「倉敷臨海」「倉敷臨鉄」「ピーポー列車」「ピーポー」など。
日本貨物鉄道（JR貨物）・倉敷市などが出資する第三セクター方式の臨海鉄道である。第三セクターではあるが日本民営鉄道協会に加盟している。中国運輸局管内の民鉄（JR除く）では唯一、貨物鉄道事業を行っており、その他旅客鉄道事業なども行っている。旅客収入は約2.9億円、貨物収入は約3.7億円と、客貨の比率は概ね半々である（数字はいずれも2015年度の統計）。

## 沿革
- 1970年（昭和45年）2月2日：日本国有鉄道（国鉄）および倉敷市などの出資により設立。
- 1970年（昭和45年）4月1日：倉敷市交通局から市営鉄道全線を譲り受け、営業開始。
- 1972年（昭和47年）9月18日：水島駅 - 三菱自工前駅間の旅客営業を開始。
- 1983年（昭和58年）4月1日：倉敷市駅 - 倉敷貨物ターミナル駅間を水島本線、三菱自工前駅 - 西埠頭駅間を西埠頭線に改称。
- 1987年（昭和62年）4月1日：国鉄分割民営化により、国鉄保有の株式がJR貨物に譲渡される。
- 1992年（平成4年）9月7日：水島地区の交通量増加により、水島本線の浦田駅 - 三菱自工前駅間、港東線の一部を高架化[7]。
- 2016年（平成28年）7月15日：西埠頭線廃止[8]。
- 2019年（平成31年・令和元年）：駅ナンバリング（駅番号）を導入。
- 2024年（令和6年）10月31日：第一四十瀬踏切（倉敷市四十瀬）が廃止され水島臨海鉄道の第4種踏切が全廃となる[9]。

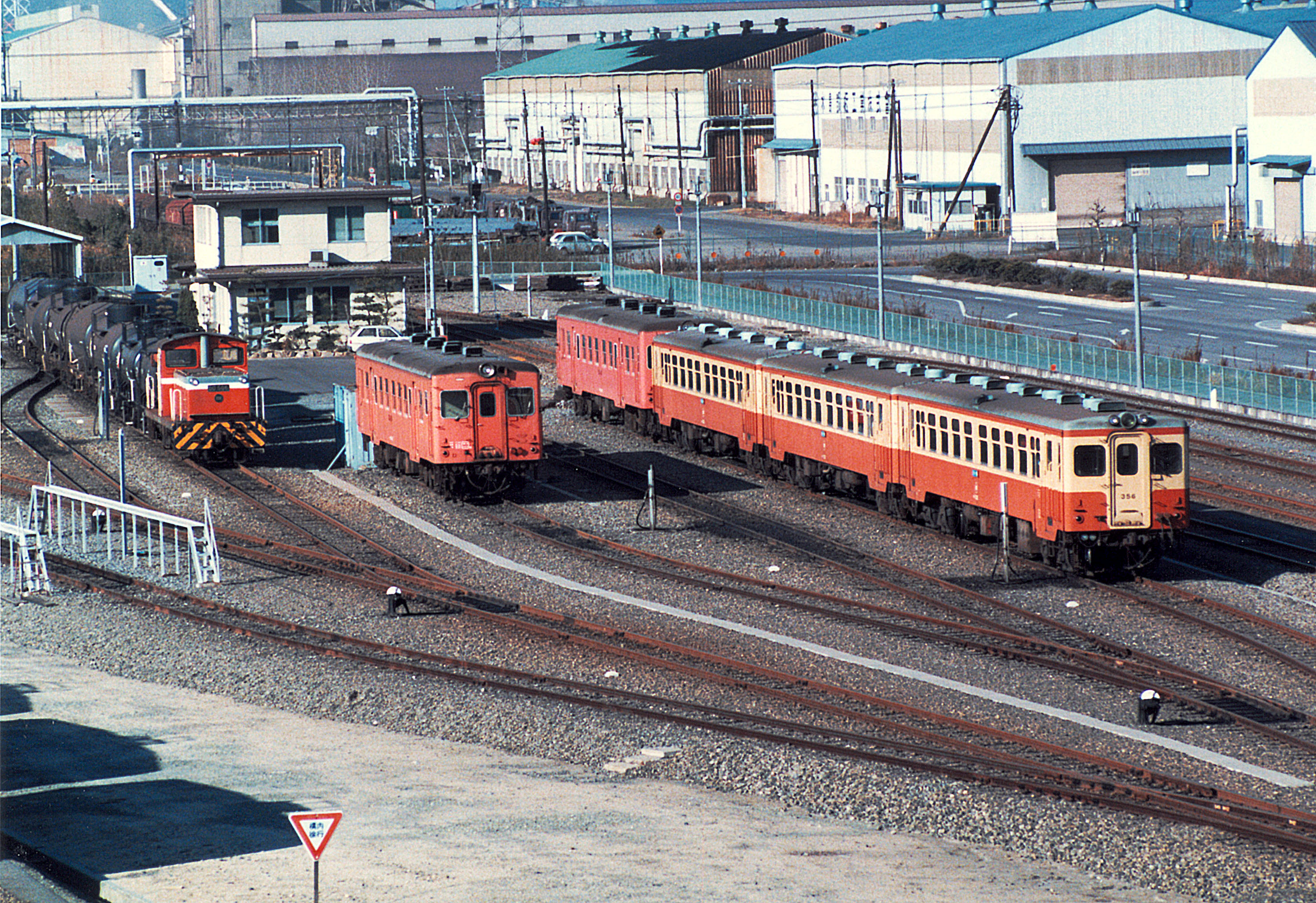
倉敷貨物ターミナル駅（1986年頃）
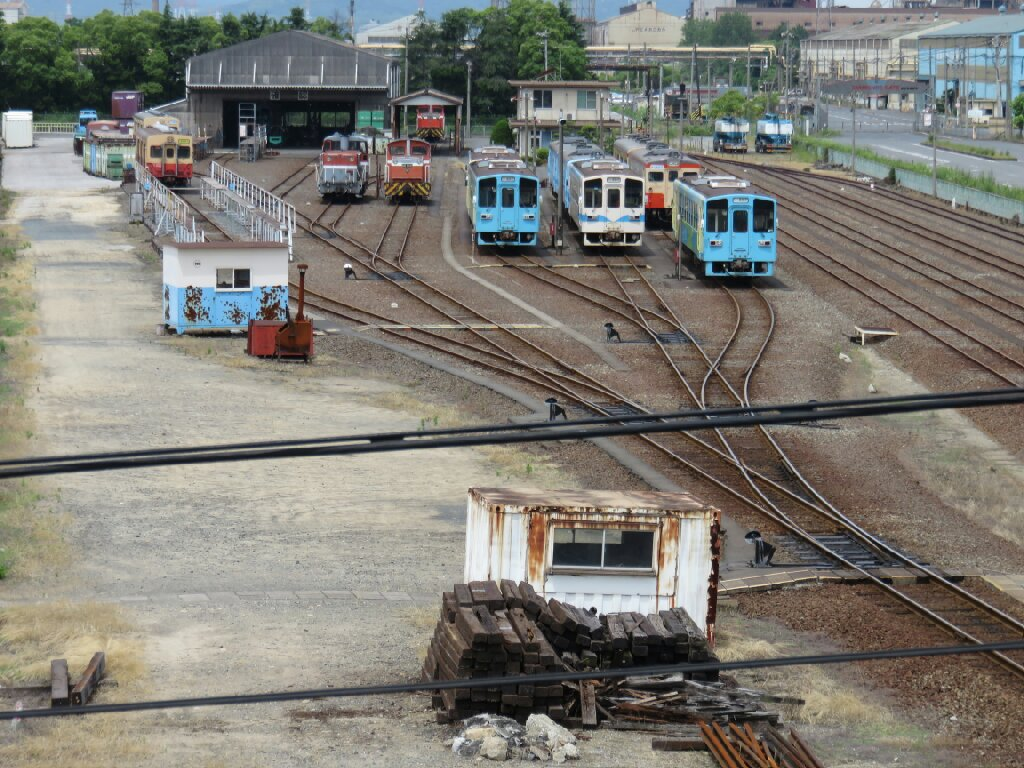
倉敷貨物ターミナル駅（2015年）

## 路線
現有路線

路線図（クリックで拡大）

- 水島本線： 倉敷市駅 - 三菱自工前駅 - 倉敷貨物ターミナル駅 11.2km
- 港東線： 水島駅 - 東水島駅 3.6km（貨物線）

廃止路線
- 西埠頭線： 三菱自工前駅 - 西埠頭駅 0.8km（貨物線、2016年7月15日廃止）

## 車両

### 現有車両
2021年7月1日時点で、気動車11両、ディーゼル機関車4両の計15両が在籍する。

#### 気動車
MRT300形 (301 - 306) - 6両在籍
水島臨海鉄道のオリジナル車両。一部車両は青色の車体にひまわりの絵がラッピングされ、「ひまわり号」と呼ばれている。
キハ30形 (100) - 1両在籍
キハ37形 (101 - 103) - 3両在籍
キハ38形 (104) - 1両在籍
老朽化が進んだキハ20形を置き換えるため、2013年に東日本旅客鉄道（JR東日本）よりキハ30・37・38形を購入した、2014年5月12日より運用を開始した。いずれもJR時代は久留里線で運用されていた。水島臨海鉄道では、キハ30を除いて以下のとおり改番されている。
- キハ30 100 → キハ30 100（改番なし）
- キハ37 1003 → キハ37 101
- キハ37 1002 → キハ37 102
- キハ37 2 → キハ37 103
- キハ38 1003 → キハ38 104

キハ30形はJR時代末期に国鉄標準色に車体塗装変更済み。2両を譲受したが、98は部品取り車のため未入籍。100についても非冷房であることから、運行は秋冬のみに限定されている。
キハ37形は101・102が水島色、103は当初国鉄標準色の車体塗装であったが、2021年12月より登場時の赤11号に変更された。なお、全車ともトイレは使用停止となっている。
キハ38 104は当初国鉄標準色の車体塗装であったが、2022年2月より登場時の八高線色に変更された。

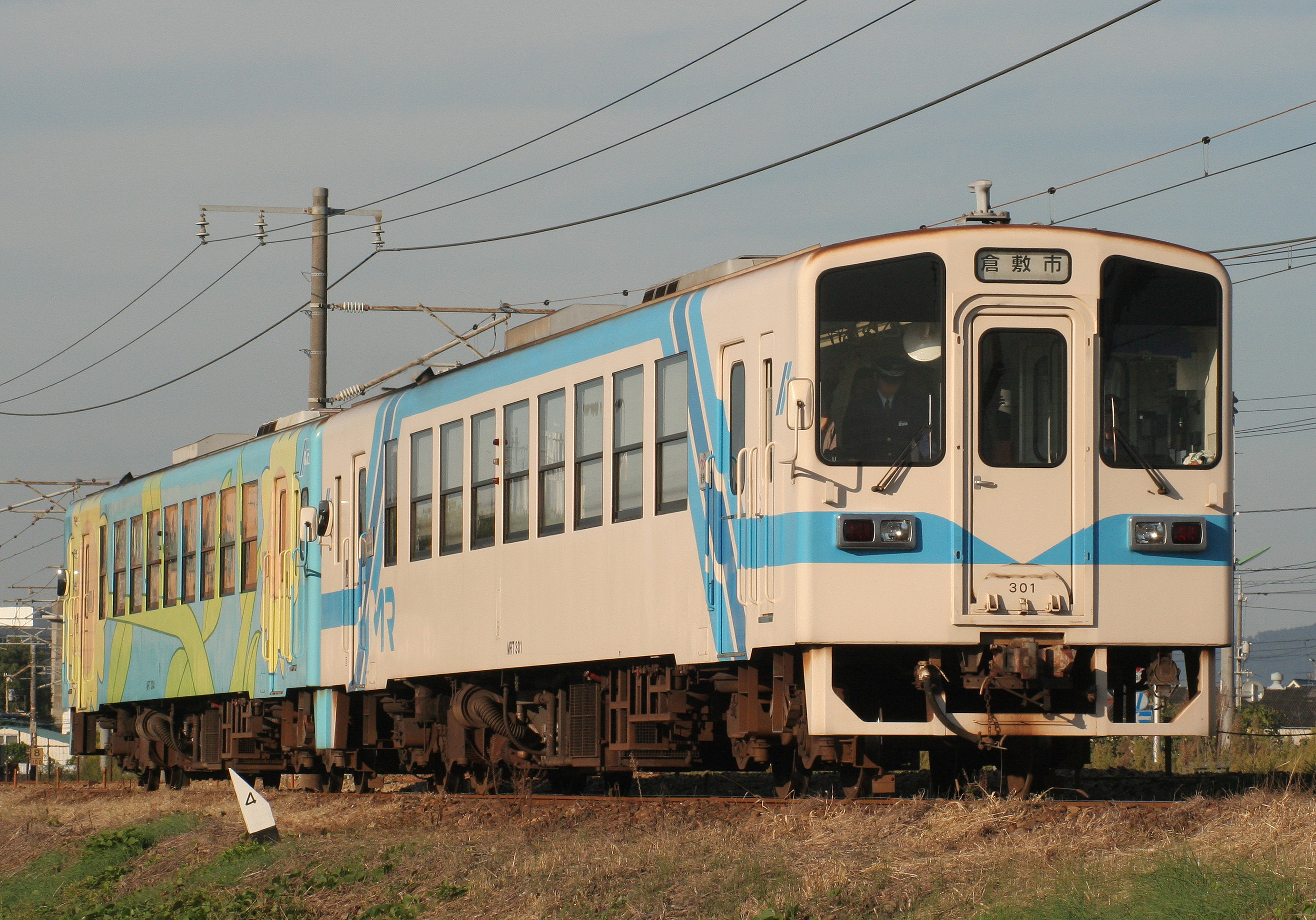
MRT300形301・304（倉敷市駅 - 球場前駅間、2007年10月17日）
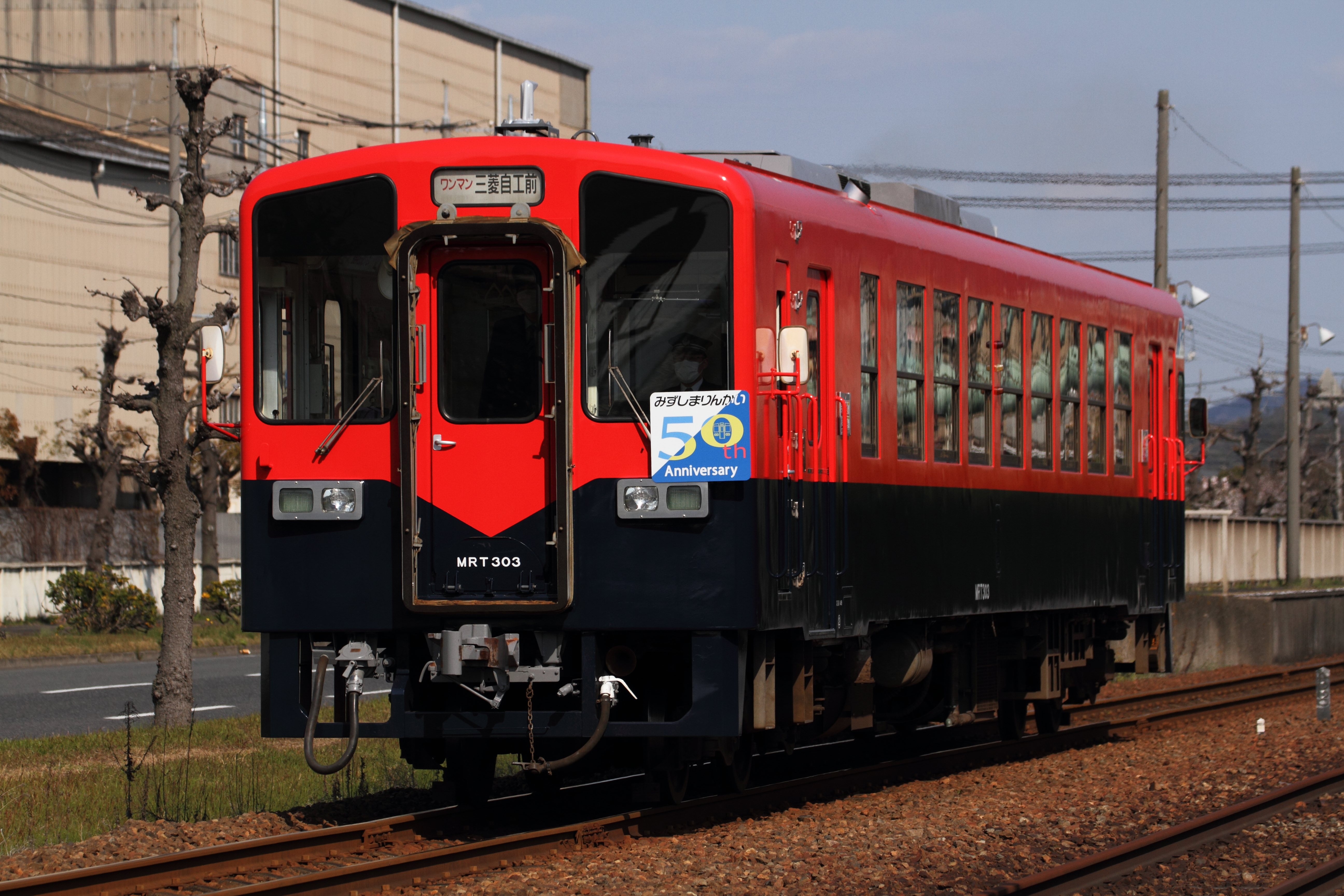
MRT300形303（50周年記念塗装色）
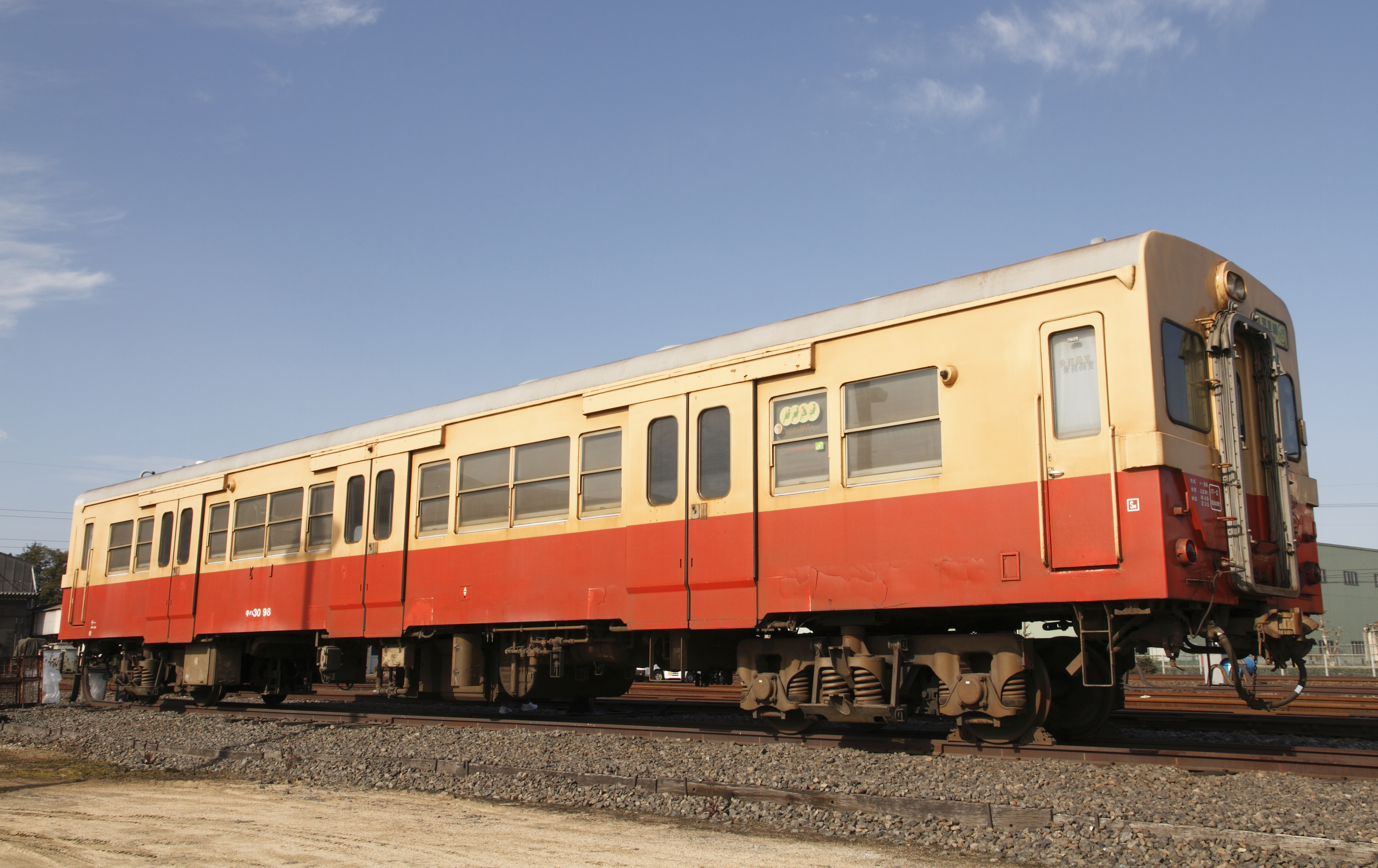
キハ30 98（国鉄色）
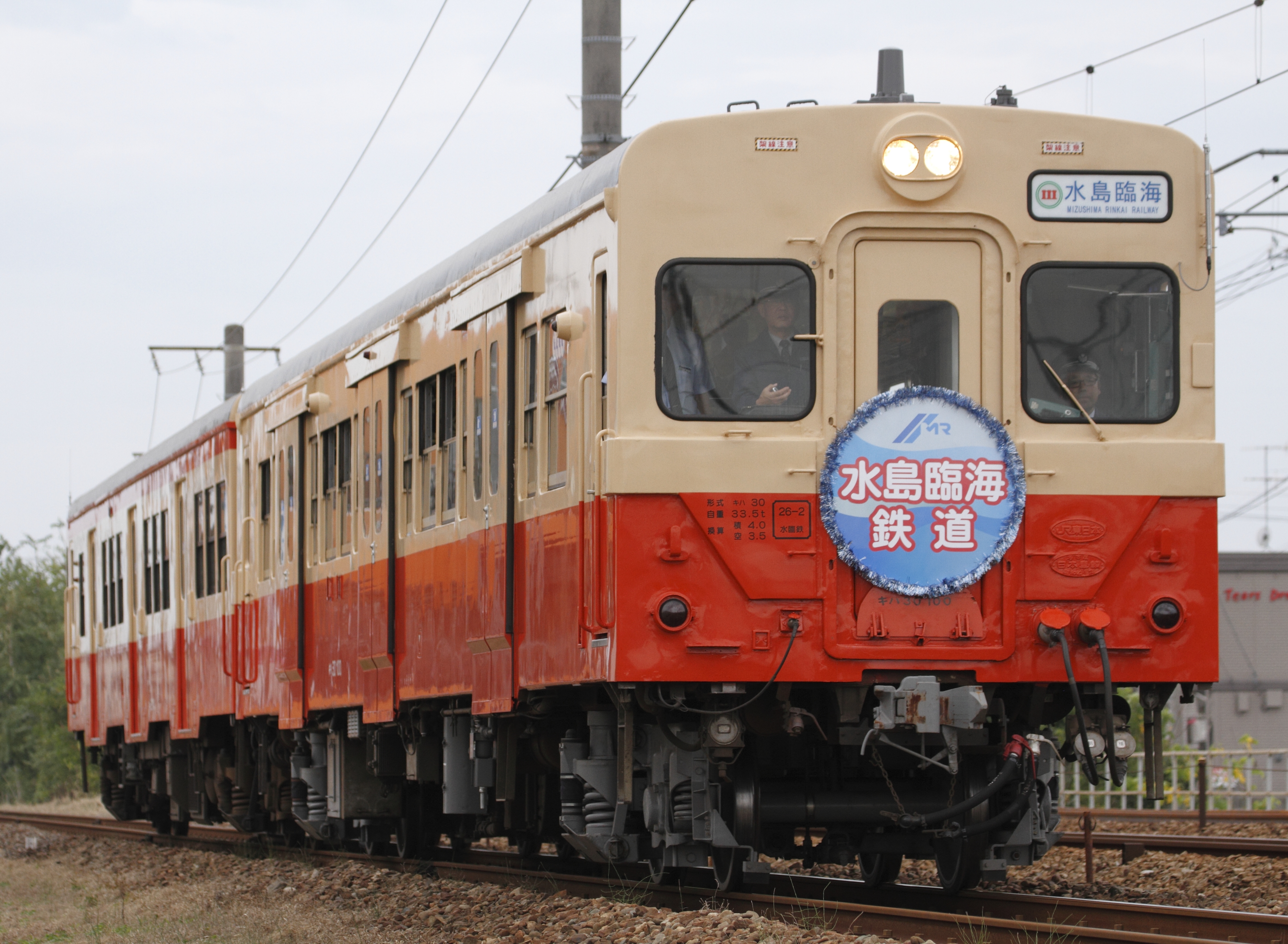
キハ30形100（国鉄色）
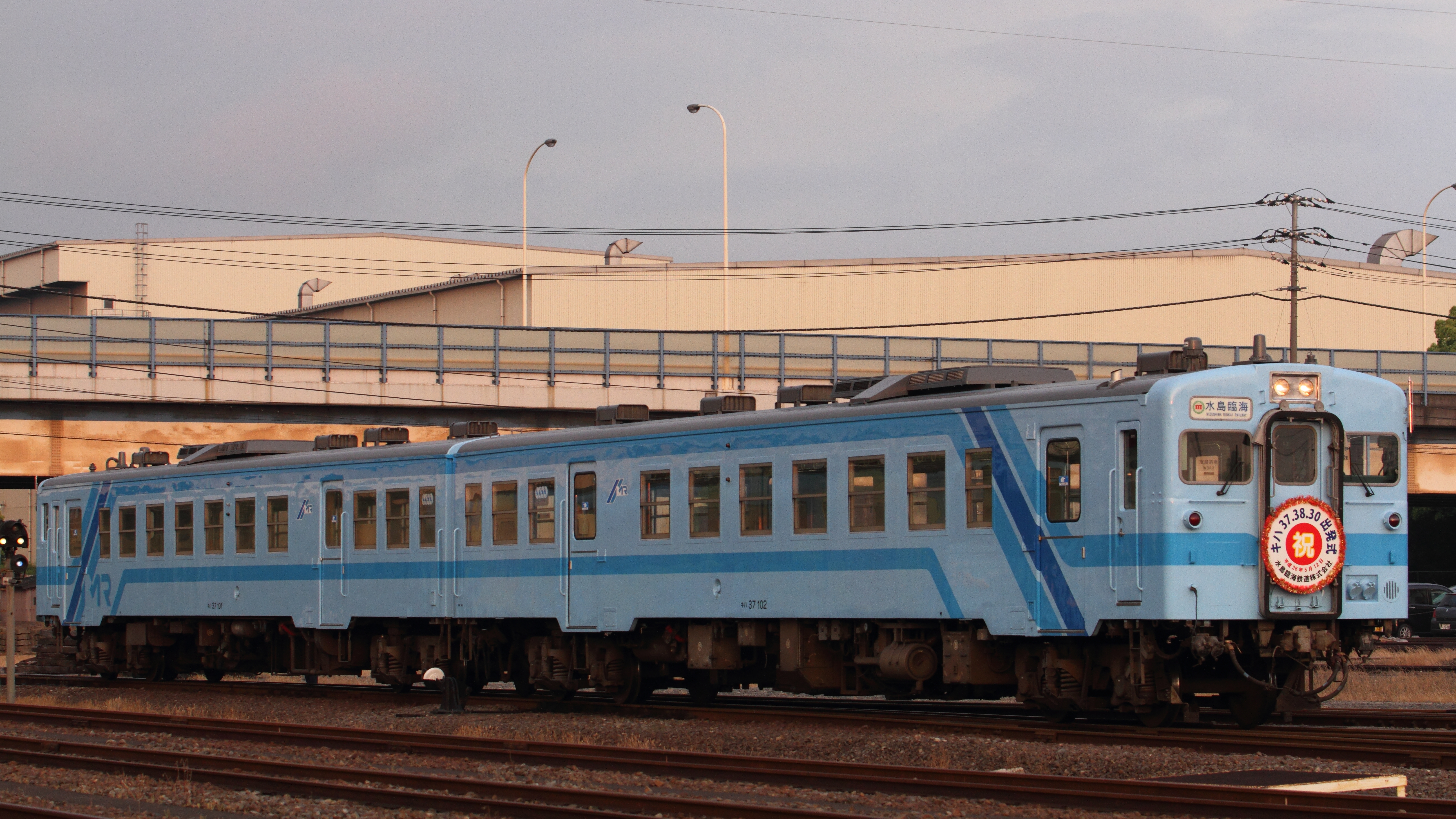
キハ37形101・102（水島臨海色）
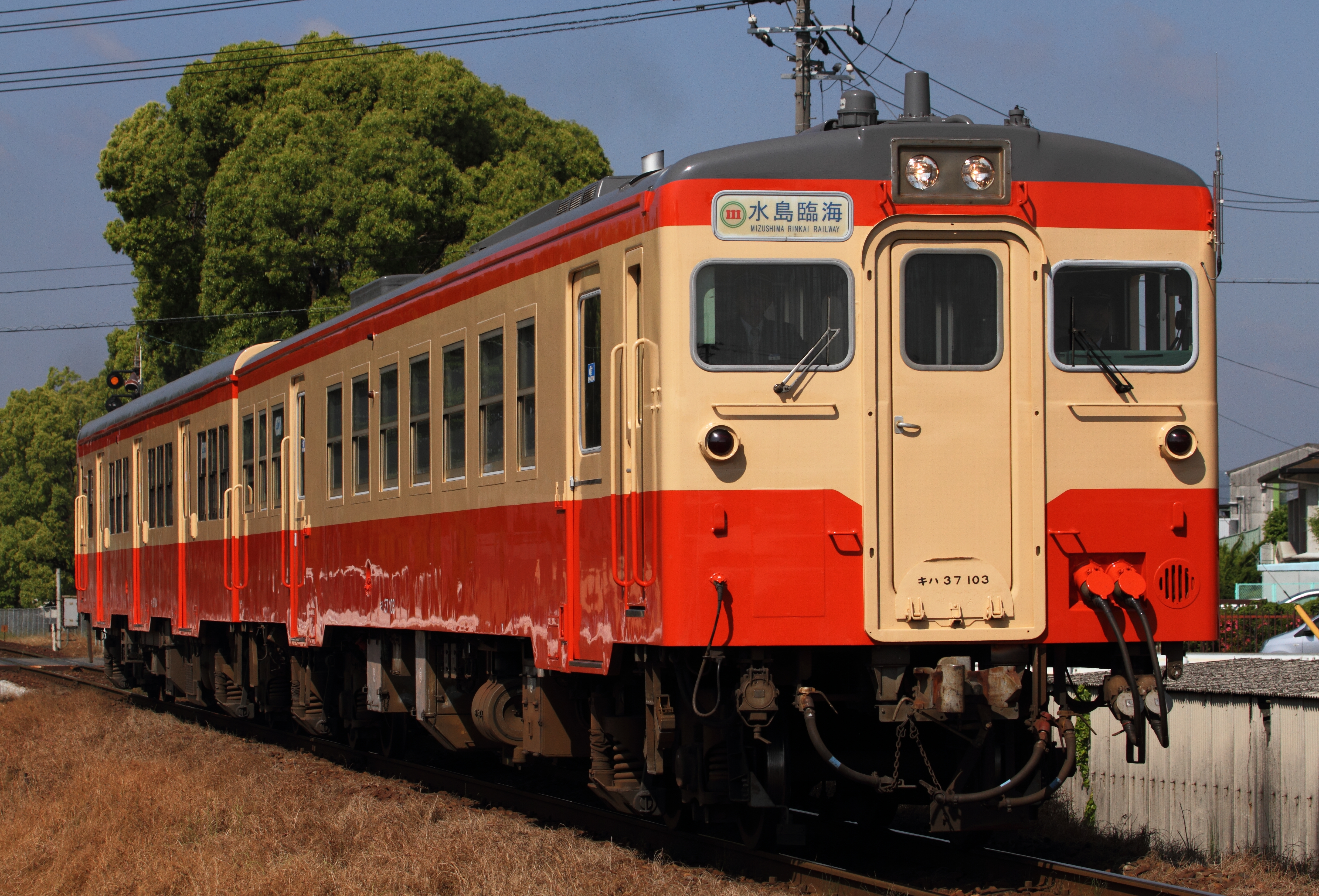
キハ37形103・キハ38形104（国鉄標準色）
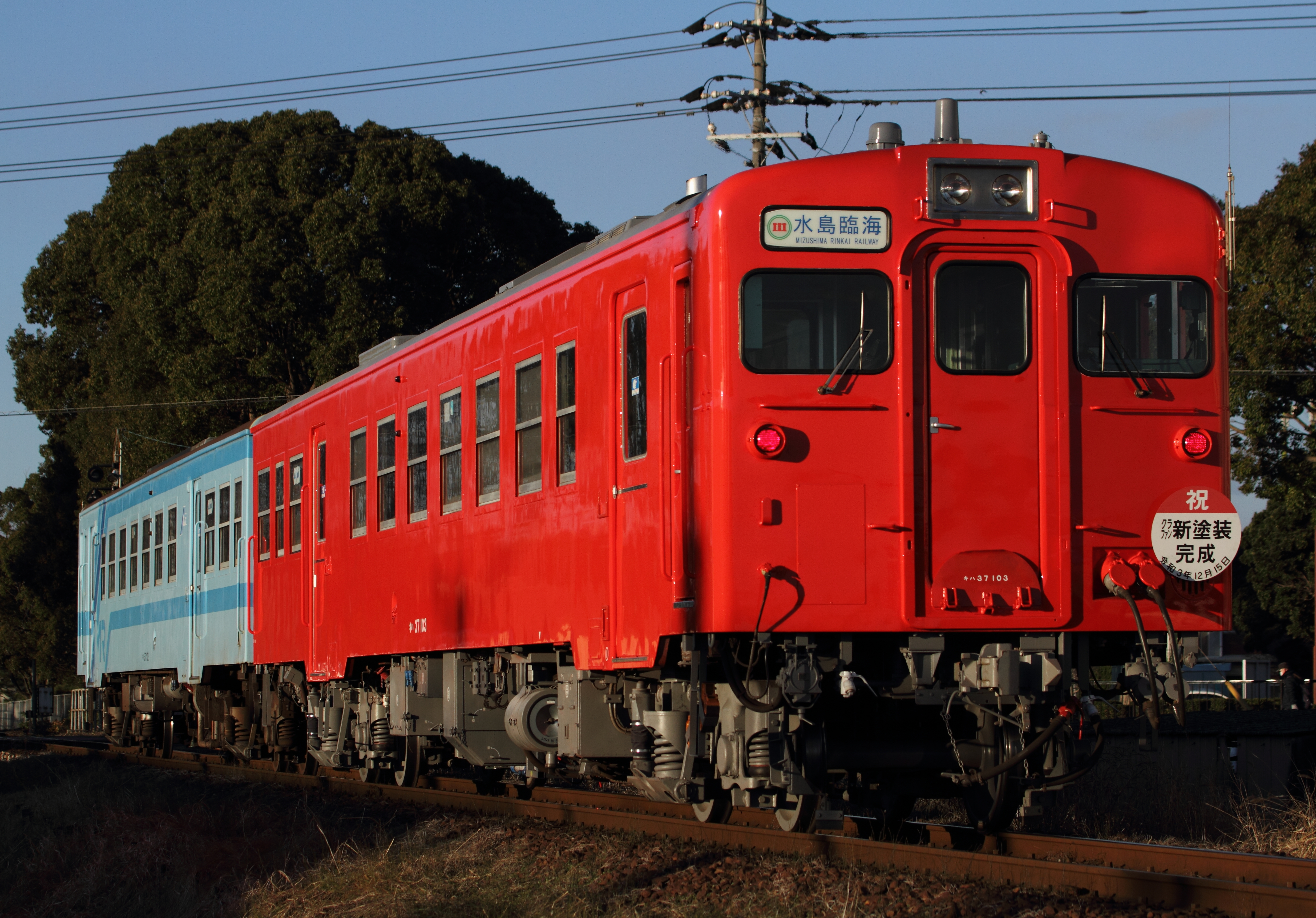
キハ37形103（赤11号）
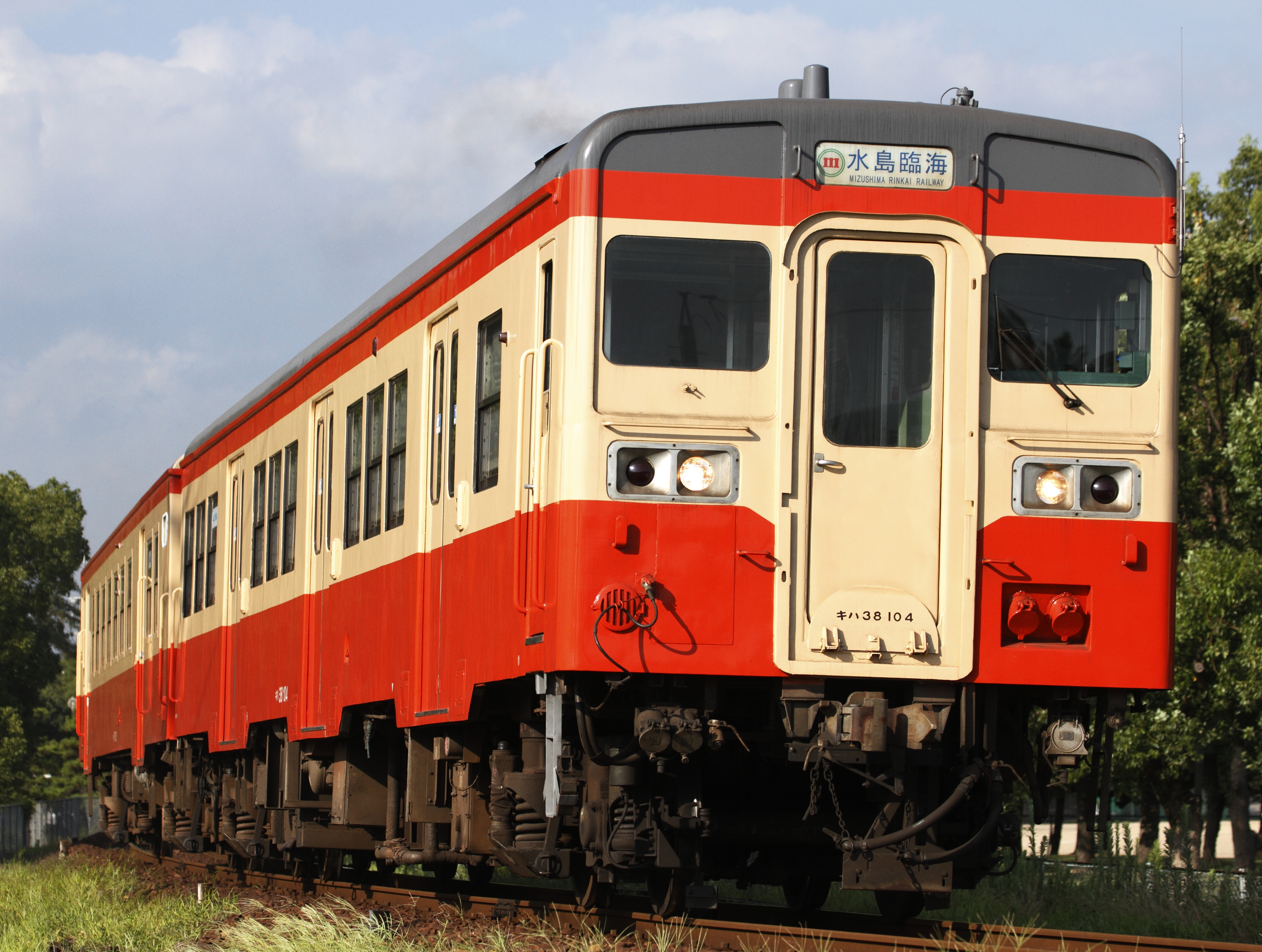
キハ38形104・キハ37形103（国鉄標準色）
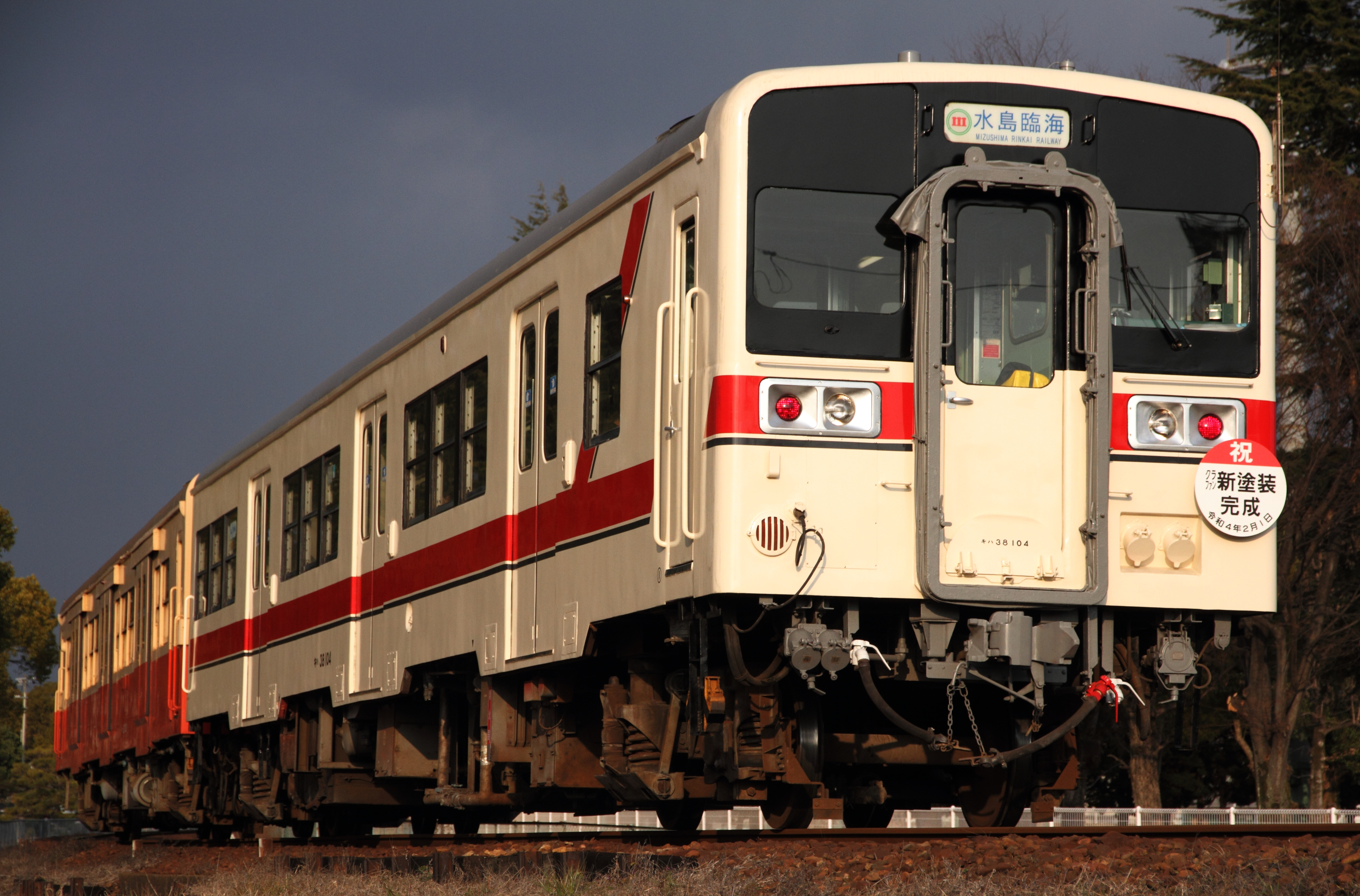
キハ38形104（八高線色）

#### ディーゼル機関車
「2018年オリジナルカレンダー」においてDE701・DD501・DD506の在籍が確認できる。2021年7月にはDD200の使用を開始した。
DE70形 (701)
1971年4月に川崎重工業で新造されたディーゼル機関車（70t機）である。
国鉄DE11形と同形であり、エンジンはDML61ZA(1250PS)を一基搭載している。液体変速機はDE11形同様、高速段・低速段に切り替えることが可能。JR線に乗り入れて山陽本線岡山貨物ターミナル駅までの運用があったためにATS-SFを装着しているほか、運転席には水臨用列車無線機とJR用のCタイプ列車無線機・防護無線装置が、2エンド側ボンネットに水臨用列車無線アンテナ、運転席屋根上にJR用広帯域アンテナが設置されている。当機の全般検査は国鉄・JRの工場に委託されており、国鉄時代は鷹取工場で、JR発足後はJR貨物広島車両所で施行されている。2023年1月末で運用を終えることが公表された。
DD50形 (501・506)
川崎車輌・日立製作所で製作されたディーゼル機関車（50t機）である。506は1966年6月、501は1968年2月の日立製作所製である。東水島 - 倉敷貨物ターミナル間の区間列車や駅構内の入換に充当されている。
DD200形 (601)
2021年6月3日、公式Twitterなどで導入を正式に発表した。なお、同車両の導入については、水島臨海鉄道と倉敷市が連携したご当地マンホールのデザイン発表のニュースリリースにて、「導入予定」と明記されていた。2021年6月に試運転を行い、7月2日に使用を開始した。同年9月からはDE70形に代わって、岡山貨物ターミナル駅までのJR線乗り入れ運用に使用されている。DE70型と同様にATS-SFを装着しているほか、JR用のデジタル無線対応ABCDタイプ列車無線機が設置されている。

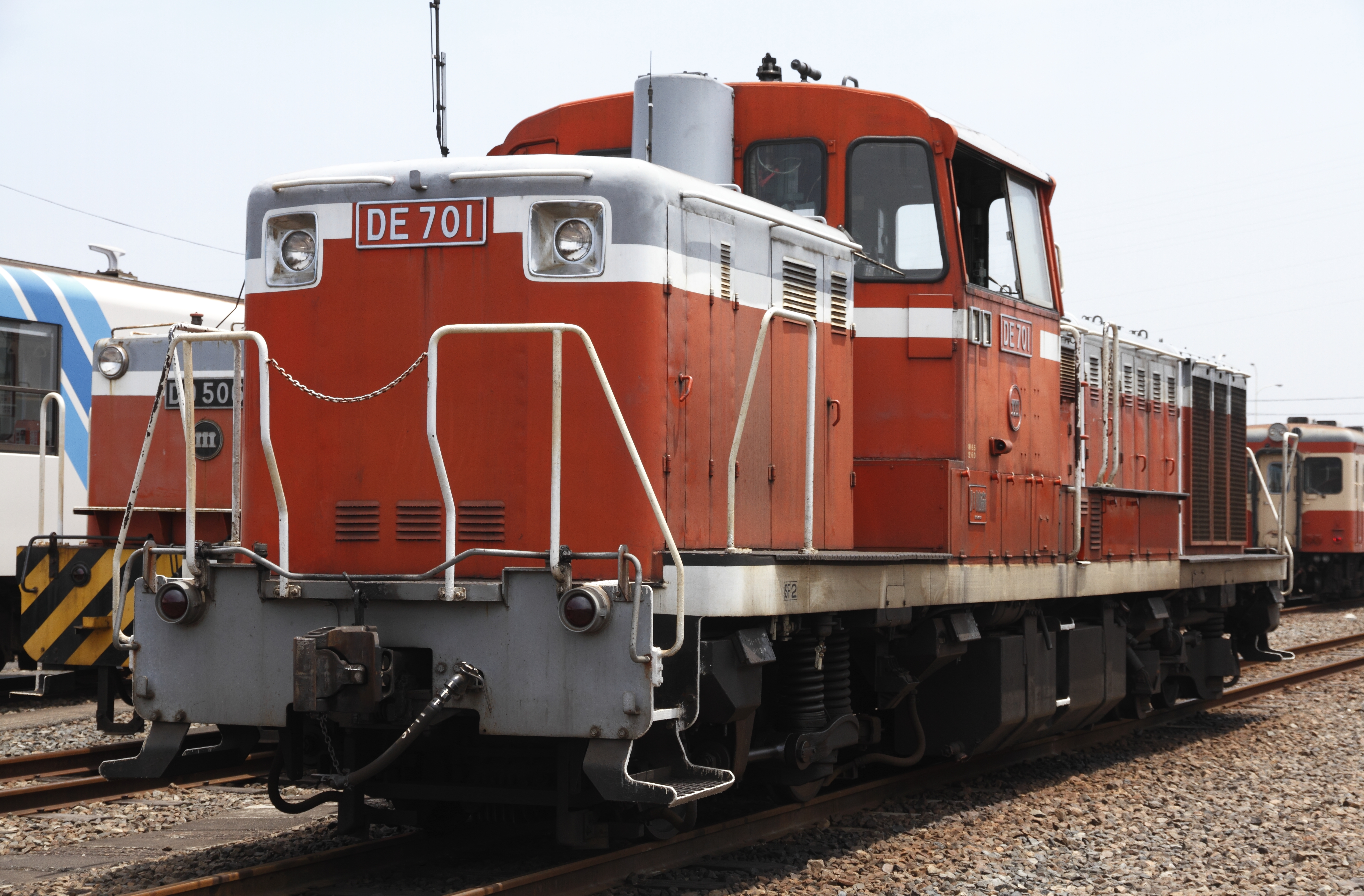
DE70形701号機 （倉敷貨物ターミナル、2014年6月）
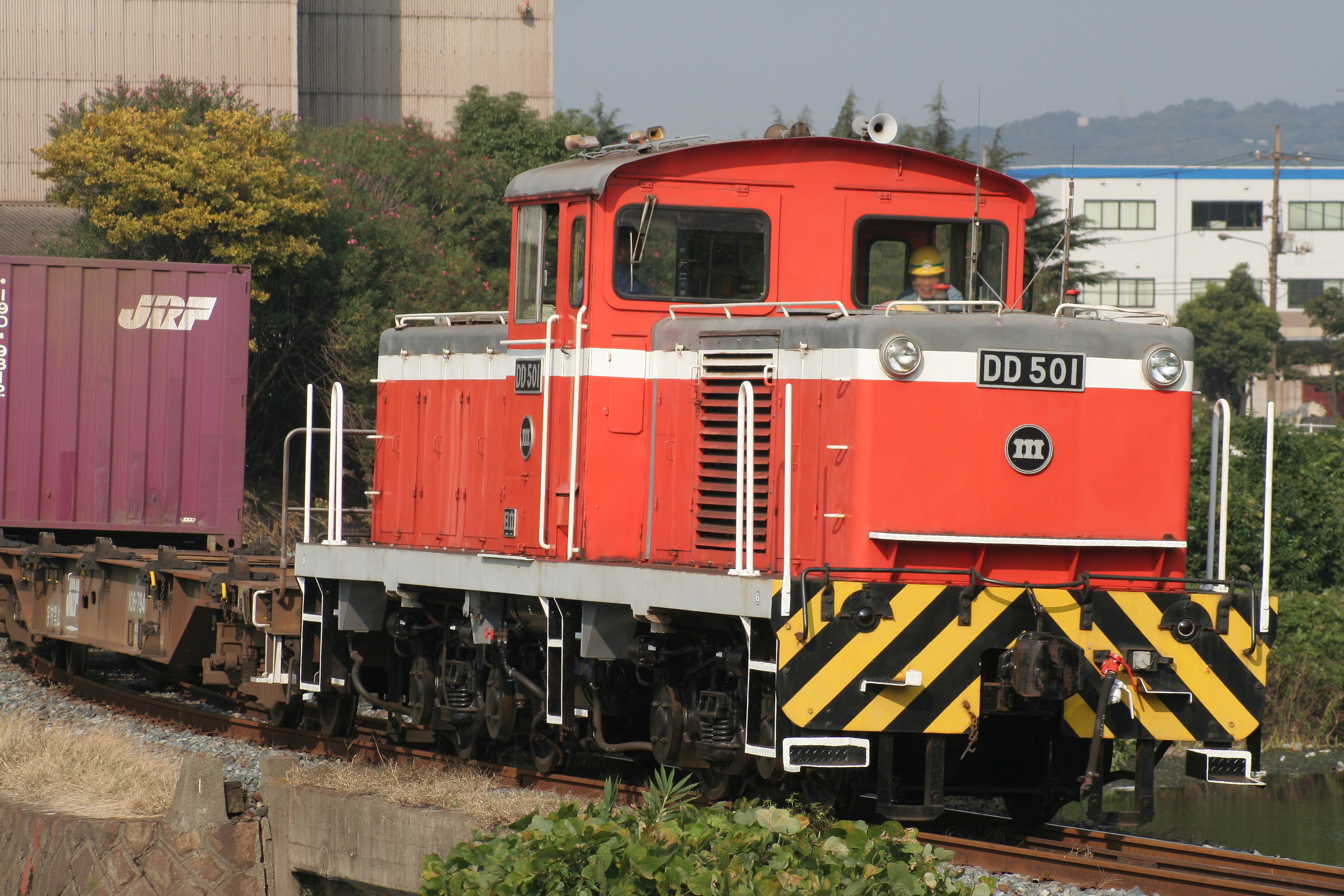
DD50形501号機（水島駅 - 東水島駅間、2009年10月）
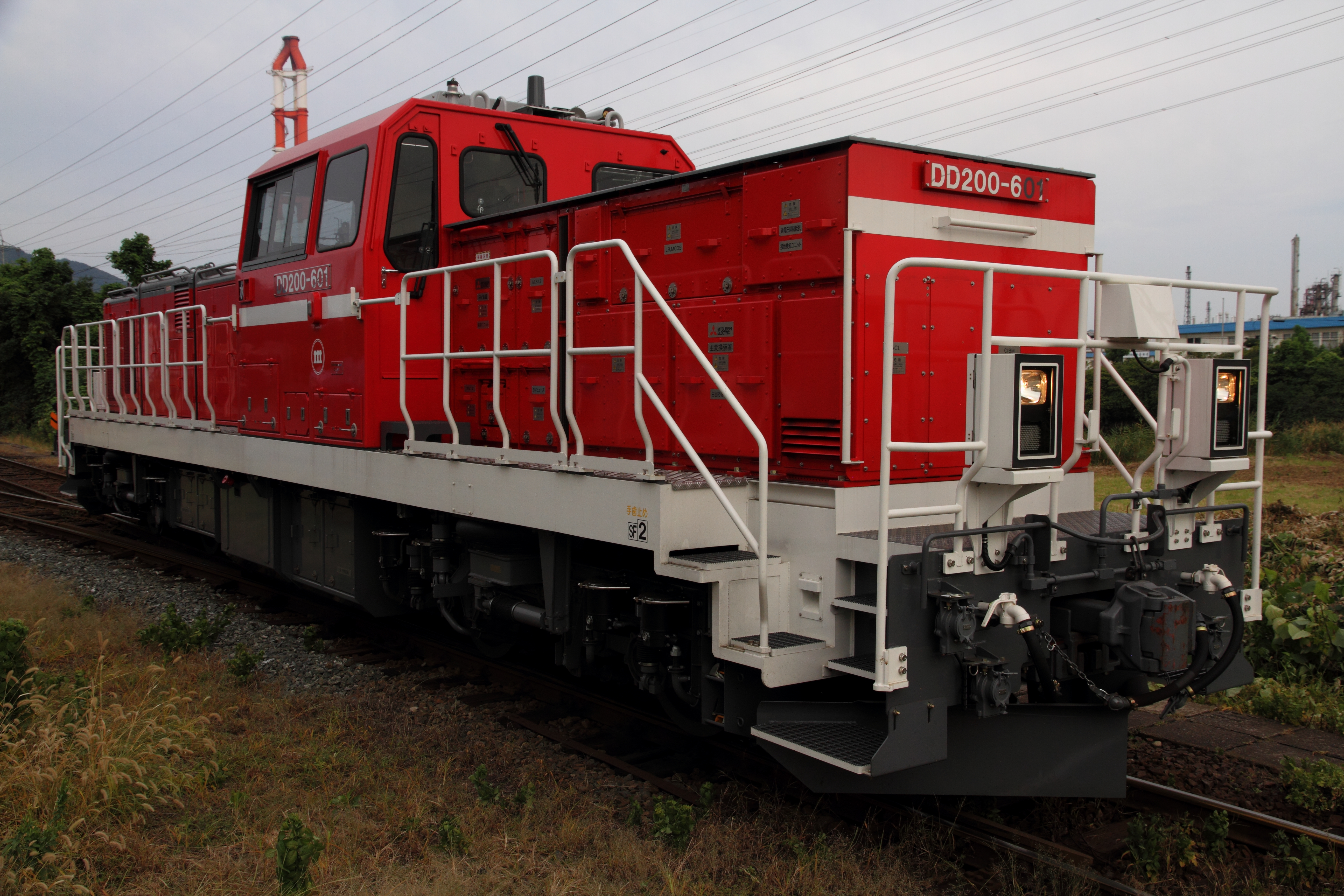
DD200形601号機（東水島、2021年9月12日）

### 過去の車両

#### 気動車
キハ305形 (305)
もと中国鉄道の国鉄キハニ181で1951年11月に入線。ガソリンカーであったが、1952年11月に川崎車輌でエンジンをDMF13(120PS)1基に換装し、ディーゼルカーとした。台車は菱枠型であった。1973年に廃車。
- キハニ181 → キハ305

キハ300形 (301 - 304)
301・302は1968年10月4日、303・304は1972年3月8日に夕張鉄道より入線。エンジンは、301・302はDMH17BX(180PS/1600rpm)、303・304はDMH17C(180PS/1600rpm)を1基搭載し、台車はNH38（菱枠式1軸駆動台車）であった。302は1975年4月の踏切事故で大破し廃車、残る301・303・304の3両は1978年に岡山臨港鉄道に移籍し、それぞれ同社キハ7003・7001・7002となった。
- 夕張キハ301・302、夕張キハ252・253 → キハ301・302・303・304

キハ310形 (311・312)
もと国鉄キハ04形で1958年入線。1974年に全車廃車。
- キハ04 11・32 → キハ310 311・312

キハ320形 (320・321)
320はもと国鉄キハ07形で1969年に入線、321はもと同和鉱業キハ701で1973年に入線。キハ35形の入線に伴い、1980年に全車廃車となった。
- キハ07 202・キハ701 → キハ320 320・321

キハ35形 (351 - 357)
もと国鉄キハ10形で1976年から1980年にかけて入線。水島臨海鉄道ではキハ35形としたが、国鉄キハ35系気動車とは無関係。キハ20形の入線に伴い、351が1987年5月、353・357が1988年6月、352が1989年2月、356が1989年5月、354が1989年11月、355が1989年12月に廃車となった。
- キハ10 3・7・4・5・53・58・60 → キハ351・352・353・354・355・356・357

キハ20形 (201 - 212)
キハ35形の老朽化が進行したため、1986年から1991年にかけて国鉄、四国旅客鉄道（JR四国）、西日本旅客鉄道（JR西日本）より購入した車両。当初は非冷房であったが、1988年6月にトイレの撤去と共にサブエンジン式の冷房装置（日本電装製）が取り付けられた。また、旧国鉄色だったものを水島色に塗り替えたが、後に再び国鉄色に戻されている（ただし明るめの色になった）。全車ワンマン設備は設置されていない。2002年9月1日には、赤穂線全線開通40周年を記念した臨時列車を運行するため203がJR西日本に貸し出された。
201・209が1995年3月、210が1996年1月、207が1996年3月、211・212が1997年、206が2001年4月、202が2002年9月、204・208が2014年5月、203が2014年11月に廃車となった。このうち210は茨城交通（現・ひたちなか海浜鉄道）に移籍し同社キハ205に、211・212は島原鉄道に移籍し同社キハ2018・2019となった。
最後まで残った205も2014年5月12日をもって定期運用を離脱した後、2017年3月19日の記念イベントをもって運行を終了した。2021年8月16日よりクラウドファンディングを行い、2022年3月30日に国鉄色再塗装など整備が完了し、記念式典が催された。以後は鉄道の日などにイベント列車として倉敷貨物ターミナル駅構内を走行させる予定となっている。
- キハ20 342・465・338・340・321・314・310・318・521・522・413・322 → キハ201・202・203・204・205・206・207・208・209・210・211・212

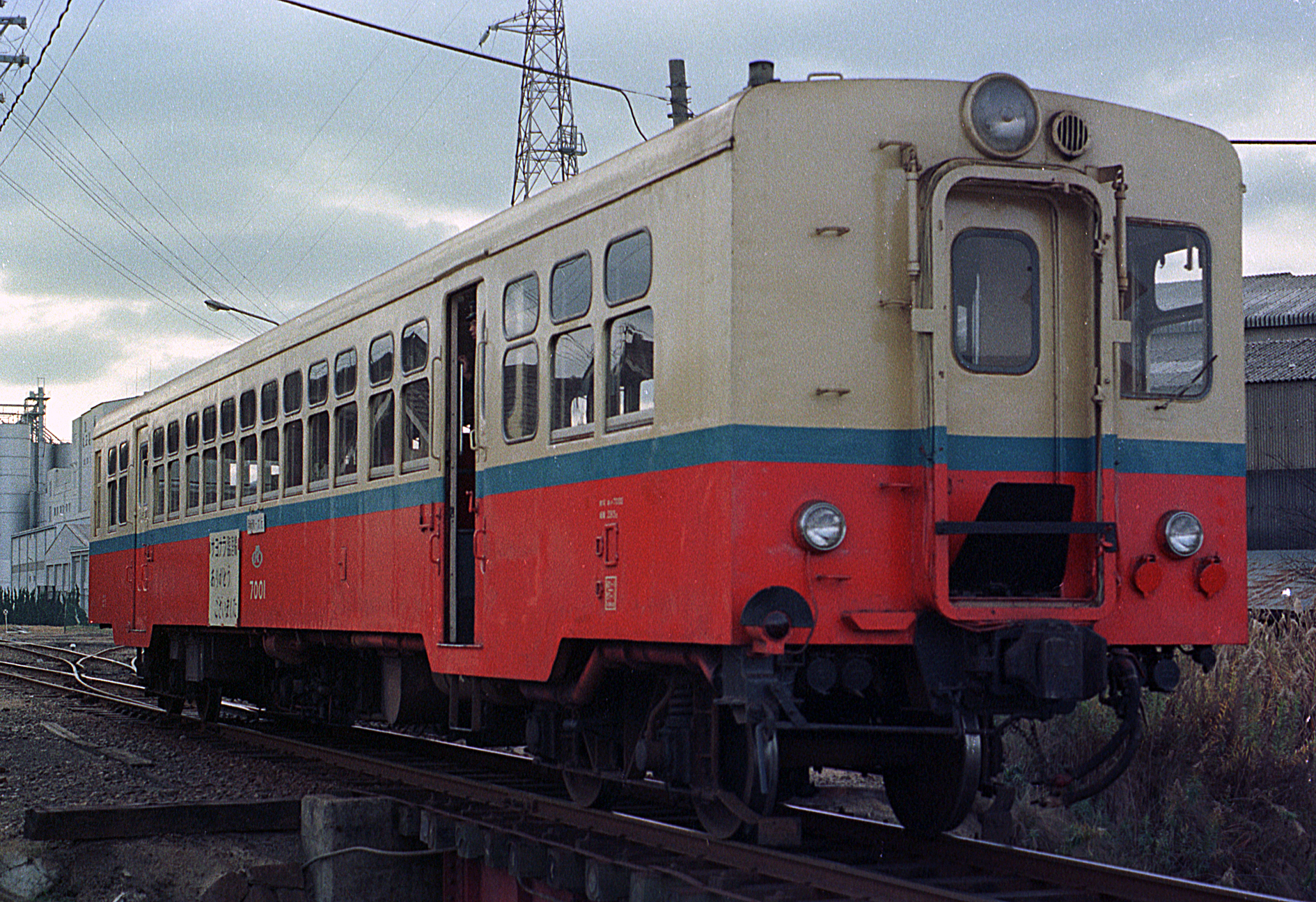
岡山臨港鉄道 キハ7001（元キハ303、1984年）
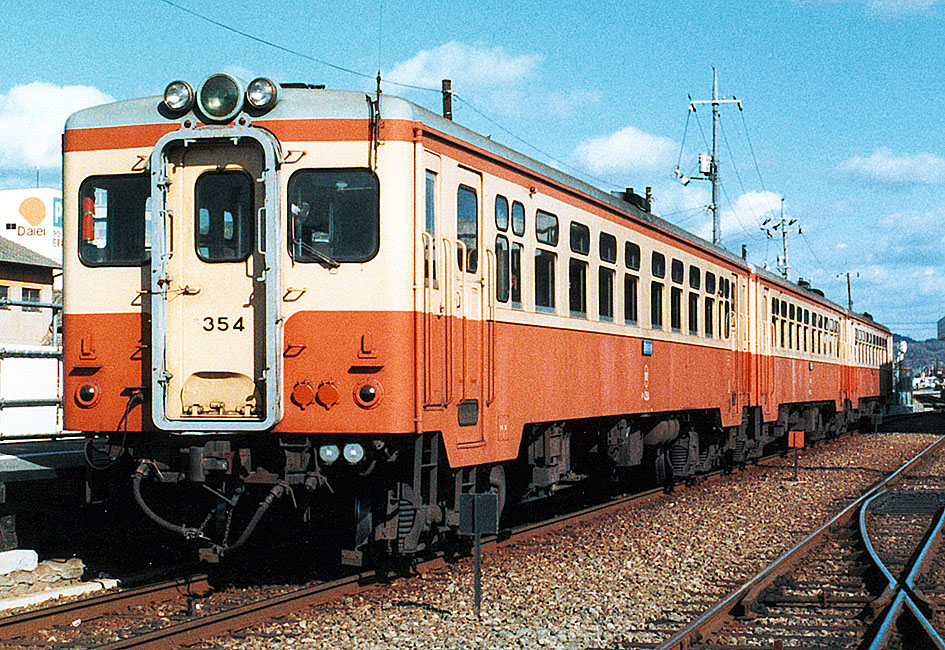
キハ35形354（水島、1985年）
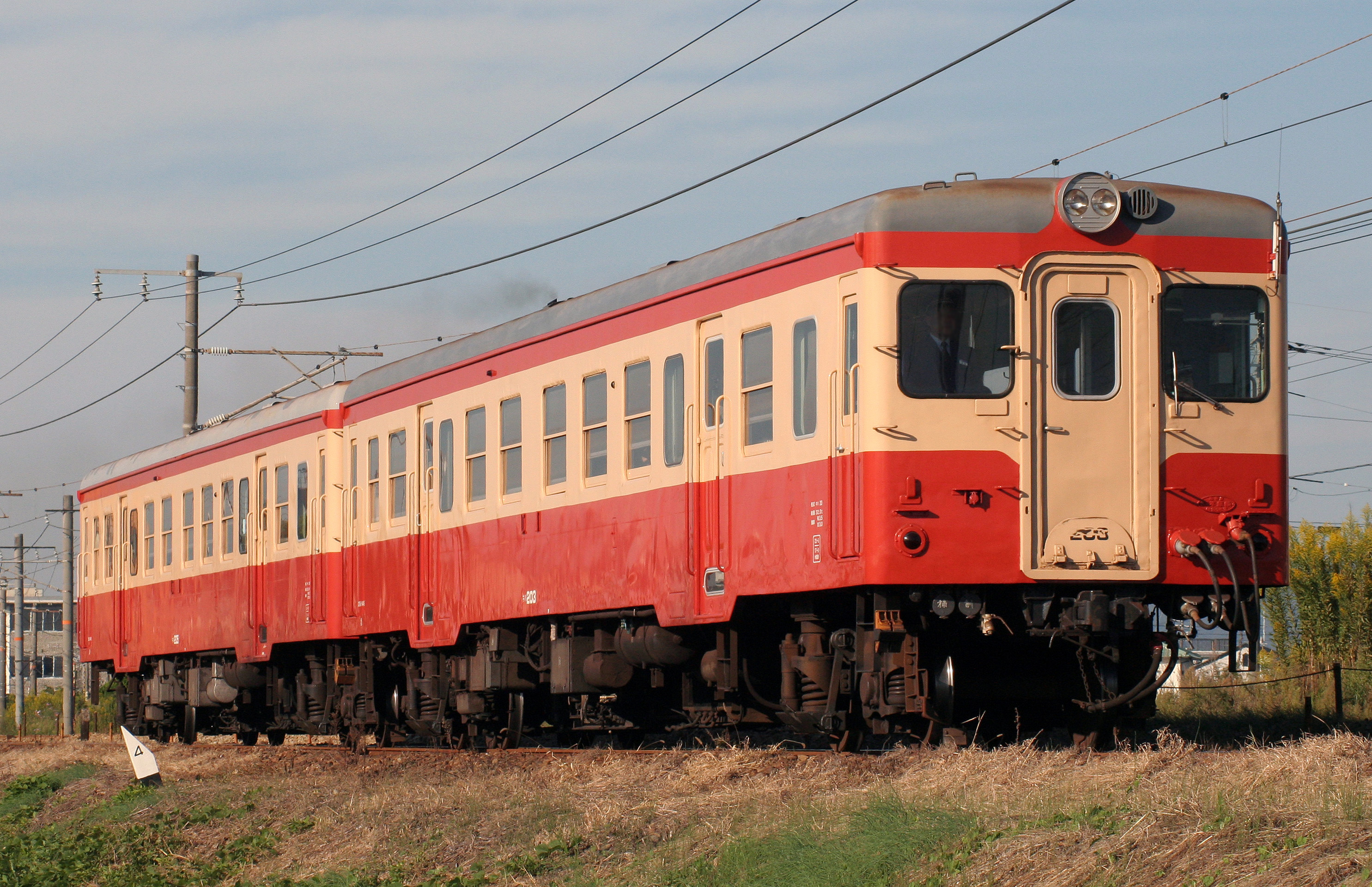
キハ20形203・205（国鉄色）（倉敷市駅 - 球場前駅間、2007年10月17日）
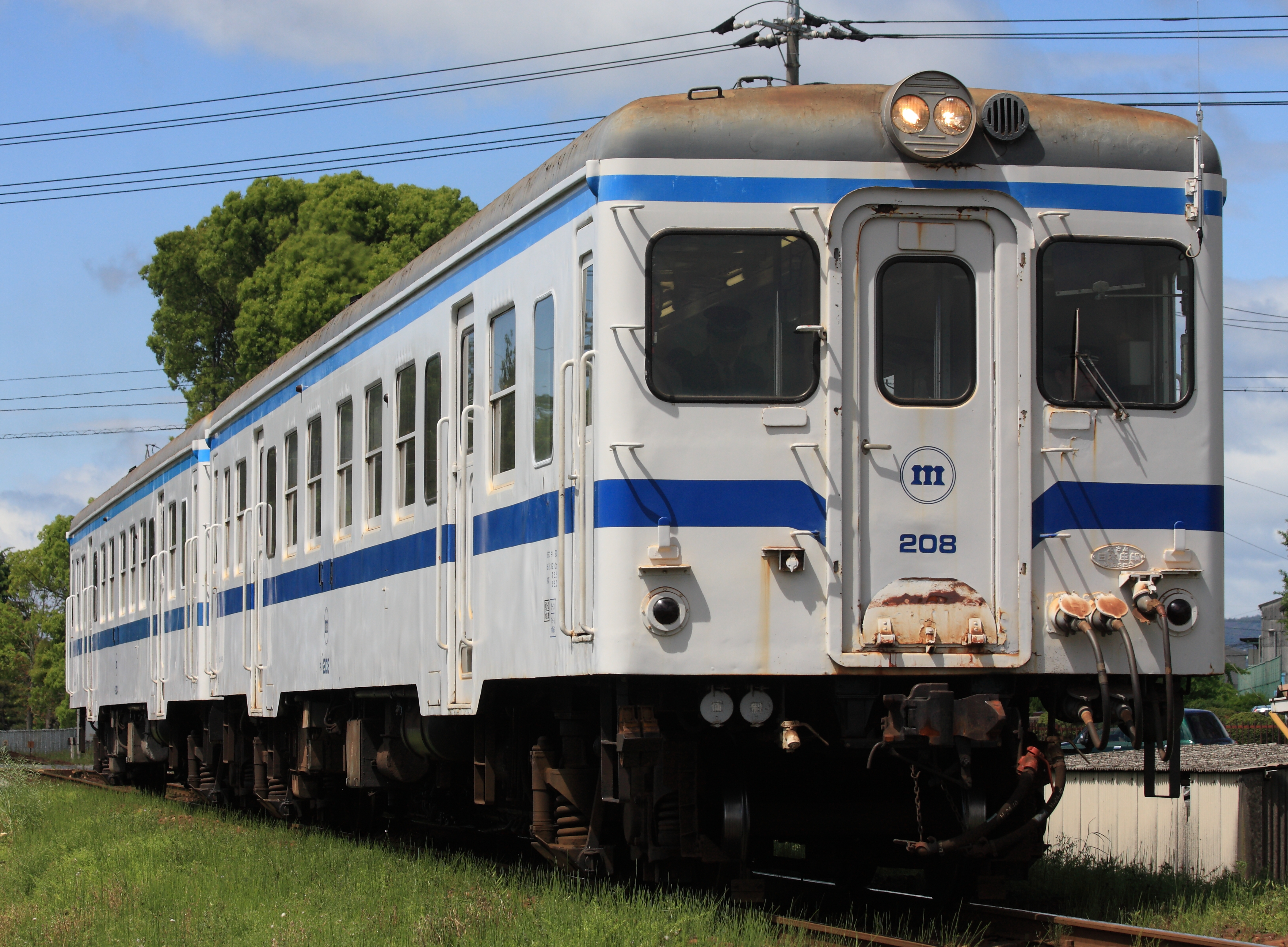
キハ20形208・204（水島臨海色）（倉敷市駅 - 球場前駅間、2012年5月4日）

#### ディーゼル機関車
DD50形 (503・504・505)
503・504は改良前の西岡山駅の入換業務を当社が受託していたため、同駅に常駐して使用されていた。受託解除に伴い、1991年に廃車。
505は1962年2月川崎車輛製で、鉄道統計年報におけるディーゼル機関車の両数が4両から3両に減少した2013年度以降、在籍が確認できなくなっている。
DE10形1000番台 (1086)
DE701の部品取り用として、JR四国より購入した車両である。

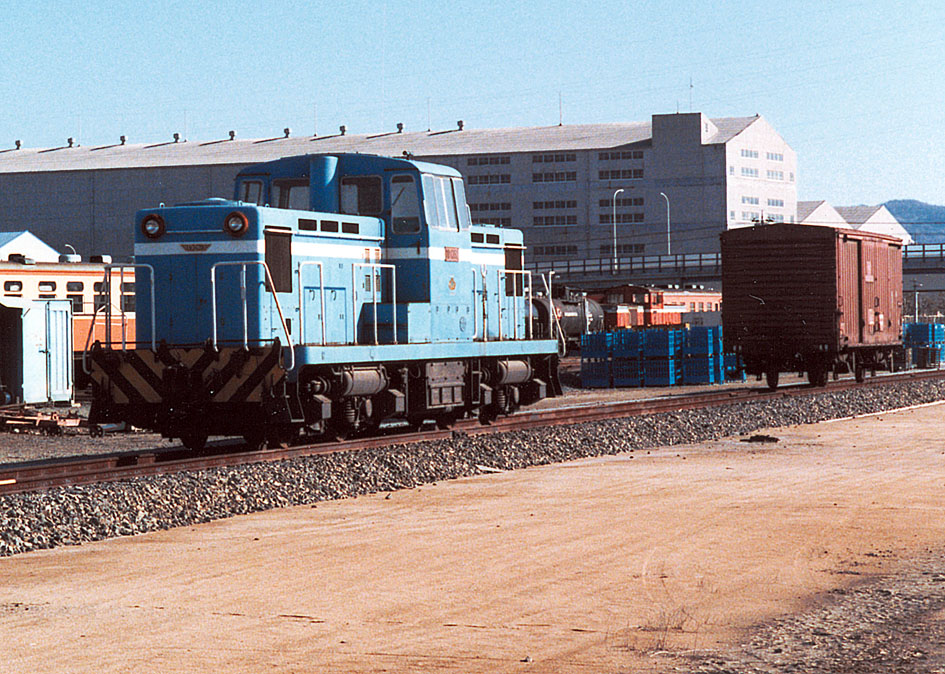
部品取り用に岡山臨港鉄道から購入したDD1352（1985年頃）
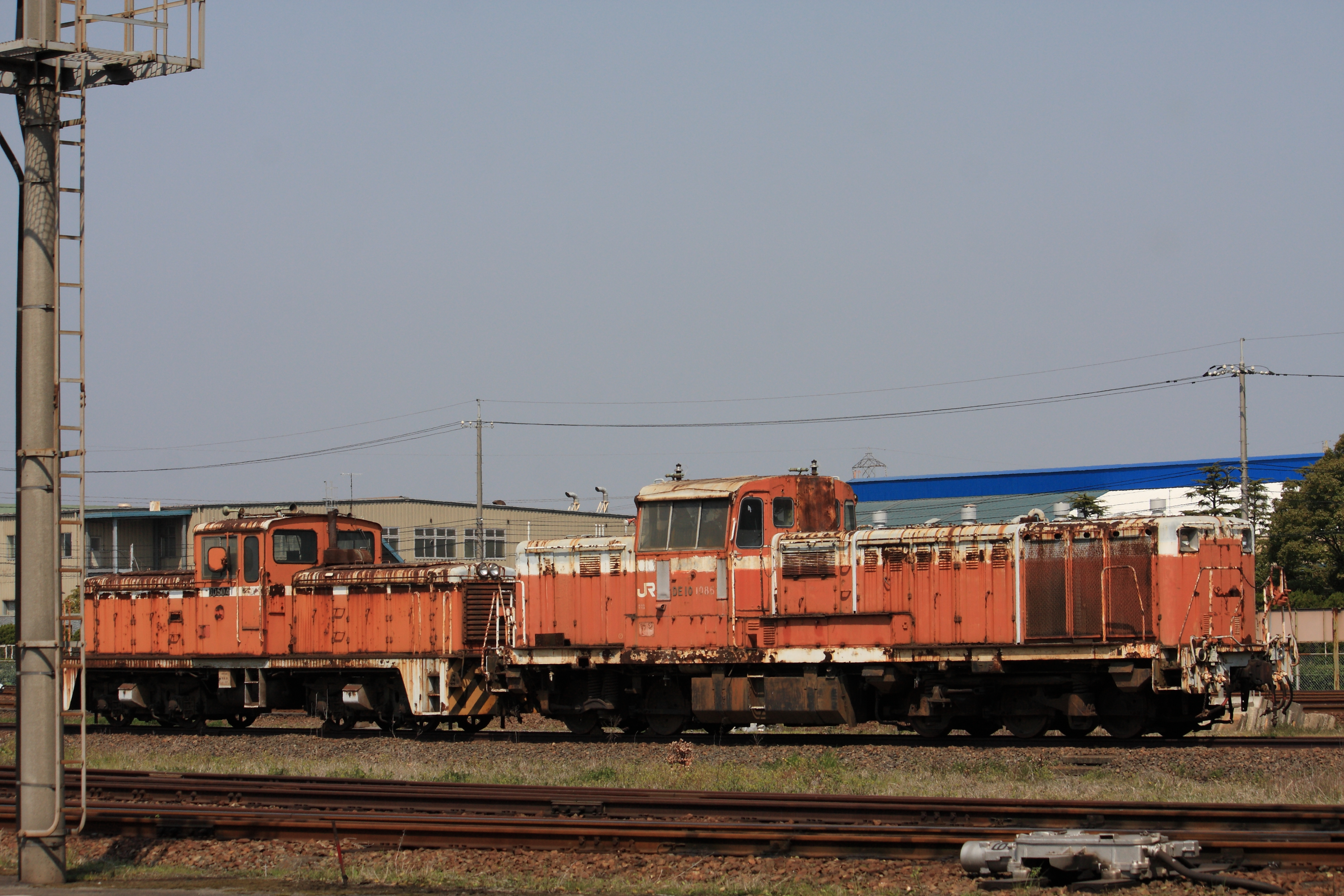
倉敷貨物ターミナル駅に留置されているDE10 1086号機とDD50 504号機。後に解体された。（2012年4月8日）
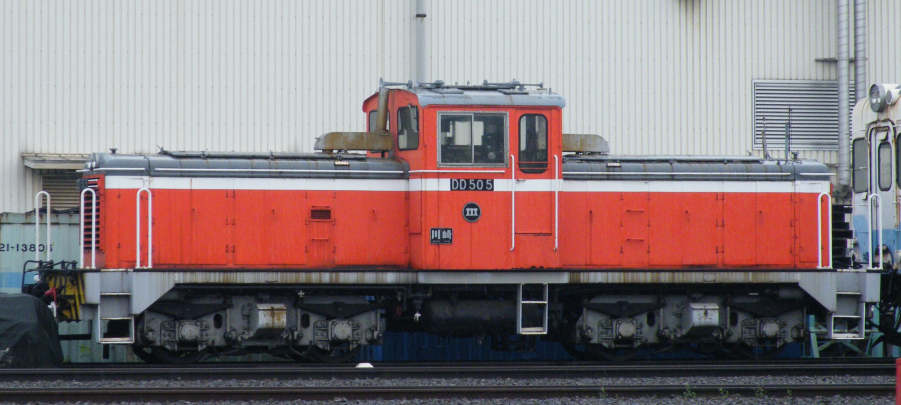
DD50形505号機（倉敷貨物ターミナル駅、2009年3月）

#### 客車
ハ51・52、フハ91・92・152・154
専用鉄道時代の1943年に国鉄より払下げをうけた木製2軸客車。もとは五日市鉄道が開業時に日本車輌より新製した車両。五日市鉄道時代にハ51-54、ハニ2001-2002を現番号に改番しそのまま踏襲している。
ハ60・61
オハ3121-3123、オハフ3011　
1961年に国鉄より譲り受けた17m級鋼製客車国鉄オハ31系客車。1966年に便所洗面所を撤去しロングシート化した。新旧番号対照はオハ3121←3127、3122←3146、3123←31182、オハフ3011←306。

### 車両数の変遷
| 年        | キハ35形 | キハ20形 | MRT300形 | 計（冷房車） |
| --------- | -------- | -------- | -------- | ------------ |
| 1982-1985 | 7        |          |          | 7            |
| 1986      | 7        | 1        |          | 8            |
| 1987      | 7        | 2        |          | 9            |
| 1988      | 6        | 5        |          | 11           |
| 1989      | 3        | 7        |          | 10(6)        |
| 1990      |          | 10       |          | 10(9)        |
| 1991      |          | 10       |          | 10(10)       |
| 1992-1994 |          | 12       |          | 12(12)       |
| 1995      |          | 10       | 2        | 12(12)       |
| 1996      |          | 8        | 4        | 12(12)       |
| 1997-2001 |          | 6        | 6        | 12(12)       |
| 2002      |          | 5        | 6        | 11(11)       |
| 2003-2011 |          | 4        | 6        | 10(10)       |

- 1982・83年は1月1日現在、84年以降は4月1日現在
- 『私鉄車両編成表』各年版、ジェー・アール・アール

## 運賃
大人旅客運賃（小児半額・10円未満切り捨て）。単位 円。2023年10月1日改定。ICOCAなどのICカードには対応しない。
| キロ程        | 普通運賃 | 定期運賃（1か月） | 定期運賃（1か月） |
| キロ程        | 普通運賃 | 通勤              | 通学              |
| ------------- | -------- | ----------------- | ----------------- |
| 初乗り1 - 4km | 210      | 7,500             | 4,350             |
| 5 - 7         | 270      | 10,070            | 5,760             |
| 8 - 10        | 360      | 12,710            | 7,280             |
| 11            | 380      | 13,680            | 7,870             |

- 3か月定期運賃は1か月の2.85倍、6か月定期運賃は1か月の5.4倍で、10円未満の端数切り上げ。

## 私有コンテナの導入

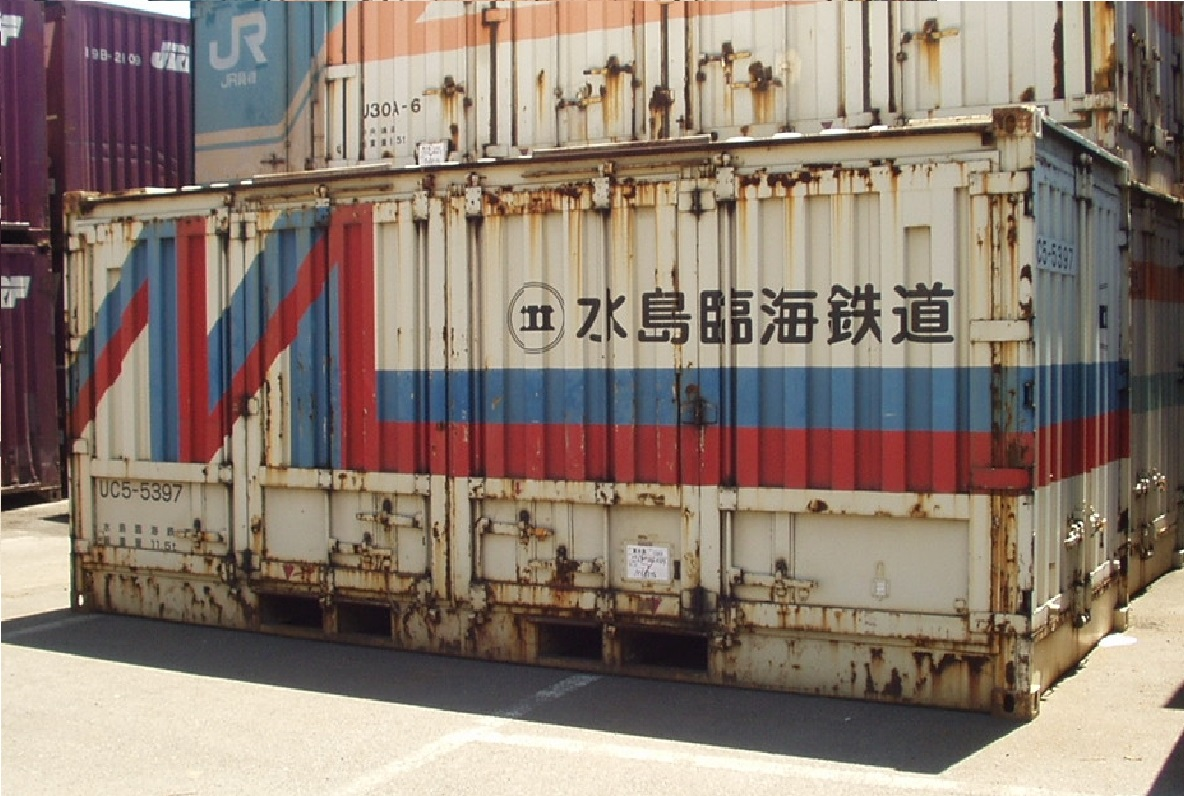
1984年4月に初めて製作・登録された汎用コンテナ。
正面ドア下部が、四つに分かれた横長状態の四角い部位に特別な工夫が施されているために、通称『水島タイプ』と呼ばれる。
2003年4月22日、東水島駅にて撮影。

水島臨海鉄道の収入源は、前記の旅客収入以外にも元々は臨海鉄道の主たる任務である、「貨物輸送」からの収入も大きな比率を占めていた。しかし年を追うごとに汎用貨車のほか、タンク車による石油・化学系の輸送量は、輸送環境の激動により減少し続けて、厳しさを増すばかりであった。そこでいわゆるコンテナ化に最適な貨物として、逆に大量に出荷され続けてきた化成品系を中心とした各種の工業生産品を、従来から使っていた5t積み用、10ft級および12ft級の小型コンテナの約2倍近く積載できる大型コンテナで、新たに大量輸送する計画を立てた。これに伴い、水島地区の多彩な企業で長年に渡りトラック貨物輸送を担当していた通運各社のうち、コンテナ化専用の汎用20ft型10t積み用の私有コンテナとして、大量のUC5形式コンテナが、昭和通運（UC5-3679〜3690） ・ センコー（UC5-4798〜4837） ・ 中央通運（UC5-4853〜4867） ・ 菱成産業（UC5-4868〜4897）の他、子会社である水島臨海通運（UC5-4838〜4852）などが保有して、いわゆる、「常備駅」的な扱いで東水島駅に配備された。
この大量のコンテナ輸送により、コンテナ車を牽引して旧、国鉄へ引き継いで貨物運賃収入を得ていた。その後、国鉄の一般貨車による大規模な輸送縮小の影響により、輸送の根幹を握る国鉄は、各種のコンテナ輸送に主軸を移し、これに伴い各種の規制を緩和して新たなコンテナ輸送の荷主を開拓し始めた。この影響と、国鉄時代からの強い資本関係もあり、1984年4月に初めて鉄道輸送用として、当時急増していた袋入りの化成品樹脂粉末などの輸送需要に対応するために、既に開発されていた、通称『水島タイプ』と呼ばれる独特の構造を備えていた、片妻片側L字二方開式の汎用タイプとなる私有コンテナを、同時期に鉄道車両や各種コンテナを大量に生産していた富士重工にて、11個（UC5-5396〜5406）生産・導入したのが始まりである。ただし、荷主と貨物駅間でのトラックによるコンテナ輸送は、自社にトラック輸送部門がないため、全て他社に委託していた。外観デザインは、子会社の水島臨海通運（UC5-505〜512）が、1972年5月の初登録以来、同業者で同時期に協調して来た中央通運（UC5-503・504）と共に保有する同様のコンテナの現在も続く通称『水島カラー』と呼ばれるデザインではなく、社名をローマ字表記した頭文字の『M』を模った斬新なデザインを採用している。
その後、旧国鉄より私有コンテナ全ての管理業務を引き継いだJR貨物での登録移行により、旧式となるUC5形コンテナの一部老朽化による廃棄分の補充と、輸送量増加による増備分として制度改正により、新たにコンテナの内容積を新形式のメイン数字としたU31A形（69〜73）5個及び、U32A形（65〜69）5個をそれぞれ登録している。

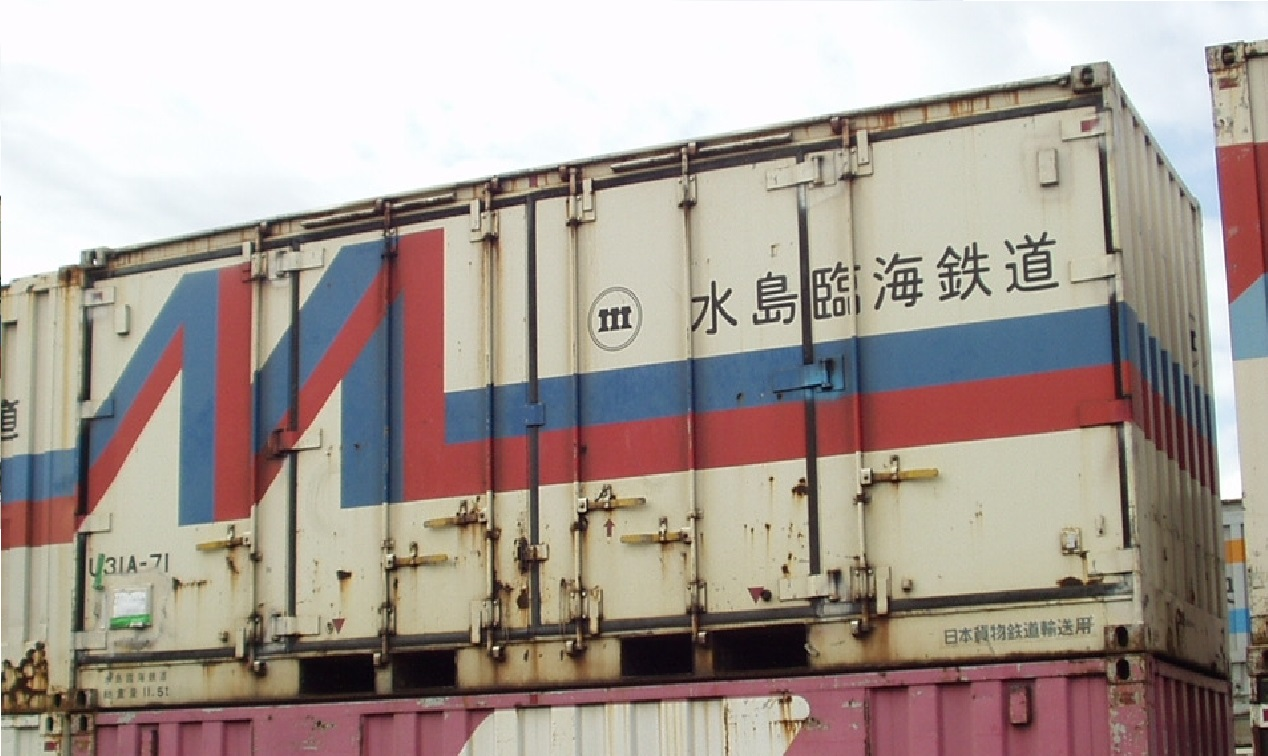
JR貨物に移行後に新形式（U31A形71番）で登場した、片側一方開きの汎用タイプ。 2004年1月1日、東京貨物ターミナル駅にて。
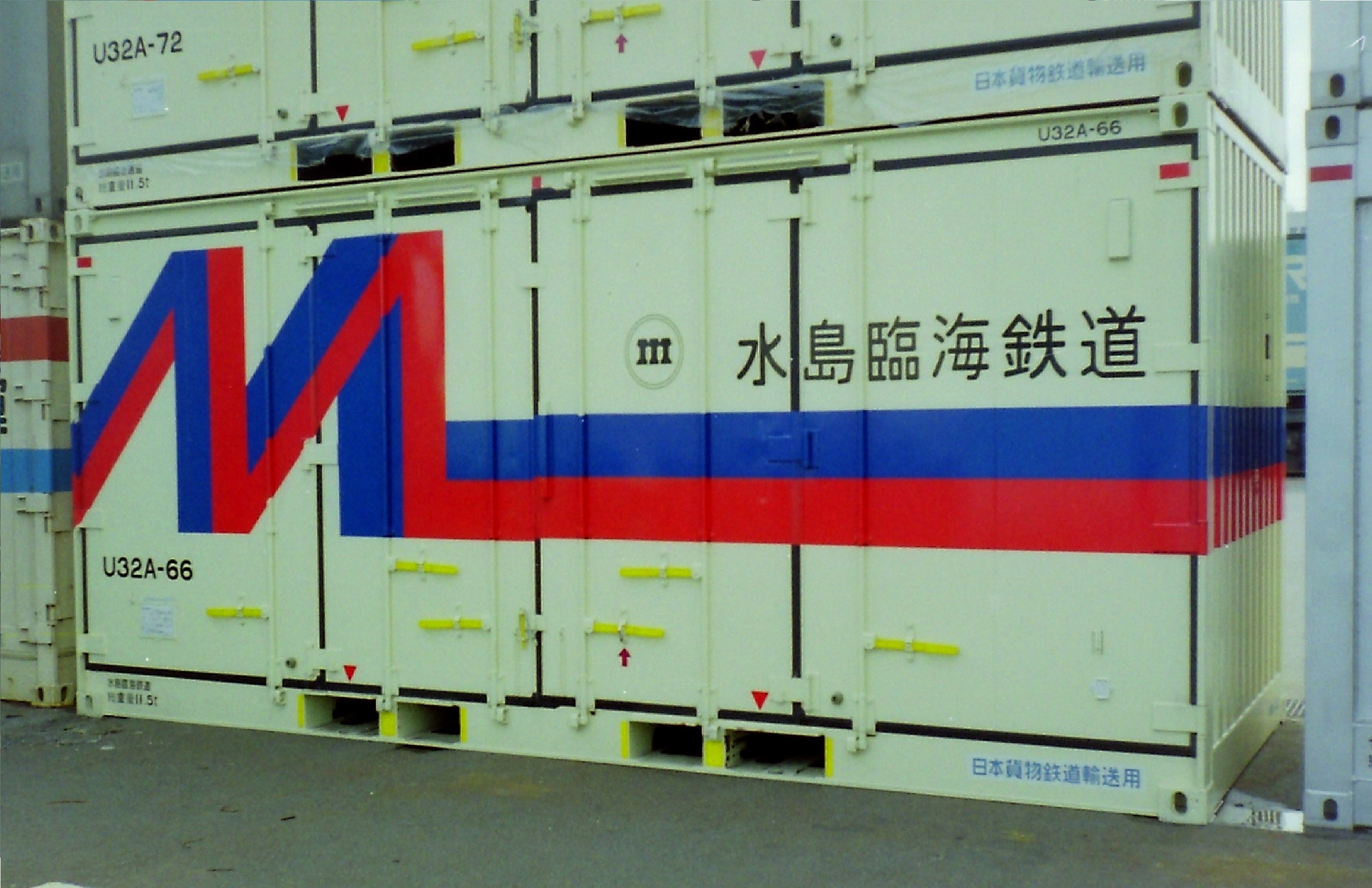
JR貨物に移行後に新形式（U32A形66番）で登場した、片側一方開きの汎用タイプ。 1994年10月2日、東京貨物ターミナル駅にて。

### 雑誌記事
- 『鉄道ピクトリアル』通巻号「新車年鑑1995年版」（1995年10月・電気車研究会）
  - 藤井信夫、大幡哲海、岸上明彦「各社別車両情勢」 pp. 86-101
  - 「1994年度車両動向」 pp. 184-196

- 『鉄道ピクトリアル』通巻号「新車年鑑1996年版」（1996年10月・電気車研究会）
  - 藤井信夫、大幡哲海、岸上明彦「各社別車両情勢」 pp. 88-105
  - 「1995年度車両動向」 pp. 183-195

- 『鉄道ピクトリアル』通巻号「新車年鑑1997年版」（1997年10月・電気車研究会）
  - 藤井信夫、大幡哲海、岸上明彦「各社別車両情勢」 pp. 86-101
  - 「1996年度車両動向」 pp. 176-186